# Hiroshi Tsuchida
Hiroshi Tsuchida (土田 大?, Tsuchida Hiroshi; Tokyo, 8 febbraio 1972) è un doppiatore giapponese.
Attualmente lavora per 81 Produce.

## Doppiaggio

### Anime
- Black Clover (Damnatio Kira)
- Bobobo-bo Bo-bobo (Pana)
- Fairy Tail (Ezel)
- Honey and Clover (Kazushi Yamazaki)
- Il guerriero alchemico (Kinjou)
- L'attacco dei giganti (Grisha Yaeger)
- Mobile Suit Gundam: The Witch from Mercury (Nadim Samaya)
- Naruto (Raido Namiashi)
- One Piece (Kapoty)
- Skullman (Skullman)
- Soul Eater (Masamune)
- The Red Ranger Becomes an Adventurer in Another World (Shūji Kataoka/Kizuna Green)

### Videogiochi
- Armored Core: Last Raven (Additional voices)
- Doom: The Dark Ages (Doomguy)
- Dragon's Dogma: Dark Arisen (Maximilian)
- Granblue Fantasy (Rhens)
- Kingdom Hearts II (Tron)
- Like a Dragon: Infinite Wealth (Kazuki)
- Nioh (Kuroda Nagamasa)
- Solatorobo: Red the Hunter (Gren Sacher)
- Soulcalibur III (Zasalamel, Abyss)
- Soulcalibur IV (Zasalamel)
- Soulcalibur: Broken Destiny (Zasalamel)
- Soulcalibur VI (Zasalamel)
- Star Ocean: Integrity and Faithlessness (Gunter)
- Suikoden Tierkreis (Gilliam, Guntram, One King)
- Yakuza (Kazuki)
- Yakuza 2 (Kazuki)
- Yakuza 3 (Kazuki)
- Yakuza Kiwami (Kazuki)
- Yakuza Kiwami 2 (Kazuki)

### Film d'animazione
- Cars - Motori ruggenti (Lightning/Saetta McQueen)
- Shinpi no Hō (Urano)

### Telefilm
- Grey's Anatomy (Alex Karev)
- Power Rangers Lost Galaxy (Mike Corbett/Magna Defender, altri)
- Power Rangers Lightspeed Rescue (Triskull)
- The Great Discovery (Stanley)